# Bobby Previte
Bobby Previte (New York, 16 luglio 1951) è un musicista e batterista statunitense.

## Discografia scelta

### Album
- 1985: Bump the Renaissance
- 1985: Rain Dogs - Tom Waits

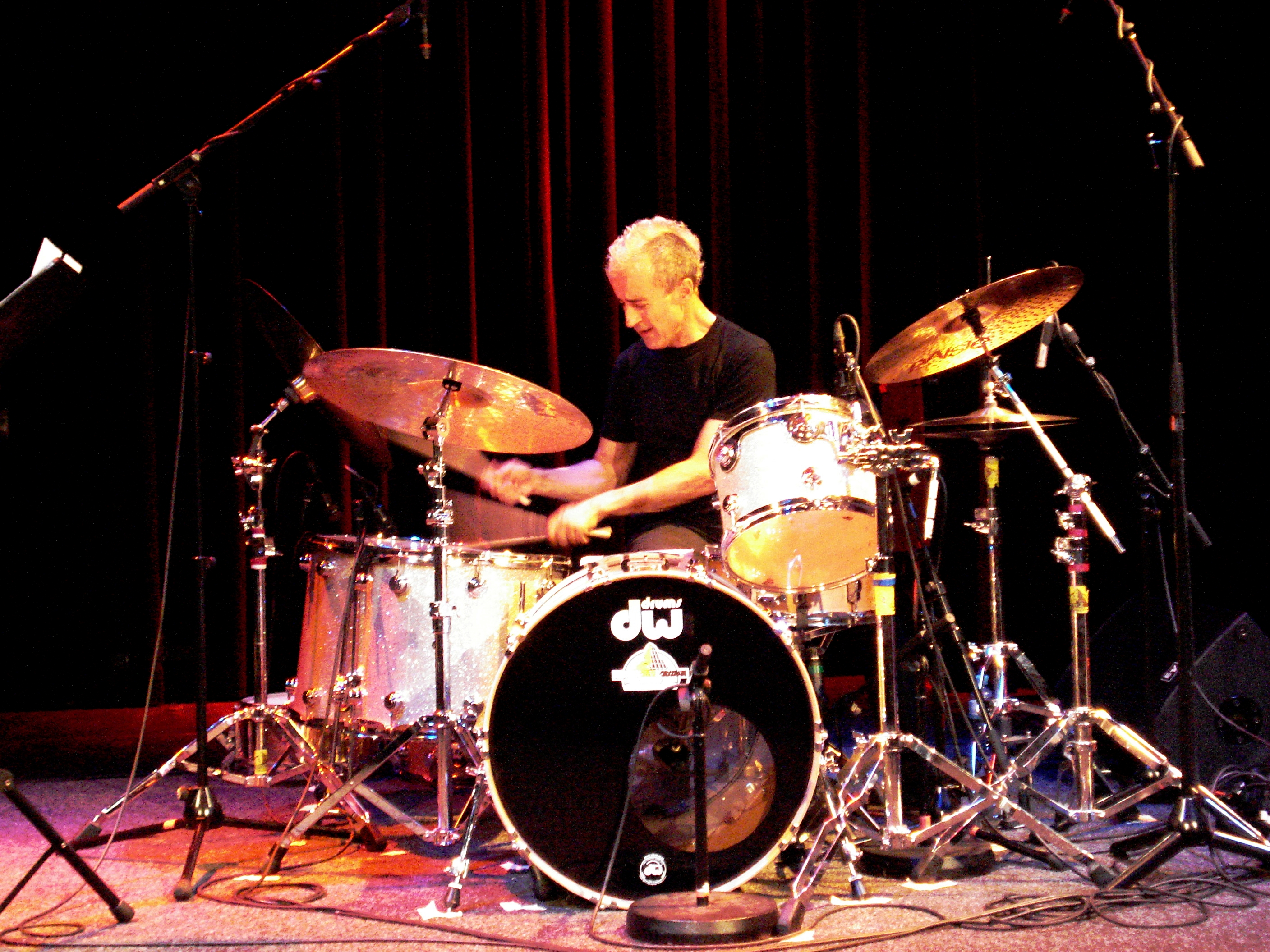
Bobby Previte alla batteria

- 1986: Dull Bang, Gushing Sound, Human Shriek
- 1987: Pushing the Envelope
- 1988: Claude's Late Morning
- 1990: Empty Suits
- 1991: Music of the Moscow Circus-Moscow Circus on Stage
- 1991: Weather Clear Track Fast
- 1993: Hue and Cry
- 1994: Slay the Suitors
- 1996: Too Close to the Pole
- 1996: Ponga - Ponga
- 1997: My Man in Sydney
- 1997: Euclid's Nightmare - John Zorn & Bobby Previte
- 1998: Remixes - Ponga
- 1998: Dangerous Rip
- 1998: Latin for travellers
- 1999: Psychological - Ponga
- 1999: In the Grass - Marc Ducret & Bobby Previte
- 2002: Just Add Water
- 2002: The 23 Constellations of Joan Miró
- 2003: Counterclockwise
- 2003: Come in RedDog this is Tango Leader - Charlie Hunter & Bobby Previte
- 2004: Latitude - Groundtruther
- 2005: Longitude - Groundtruther
- 2006: Live Hate - Beta Popes
- 2006: Bobby Previte - Jamie Saft - Skerik - Live in Japan 2003 (Word Public - DVD)
- 2006: The Coalition of the Willing
- 2007: Live at Tonic - Marco Benevento
- 2007: Altitude - Groundtruther
- 2007: April In New York (DVD)
- 2007: The Separation (DVD)
- 2007: Doom Jazz - Swami Lateplate
- 2007: White Hate - Beta Popes
- 2008: Set the Alarm for Monday
- 2008:  Big Guns - Bobby Previte, Gianluca Petrella, Antonello Salis
- 2009:  Pan Atlantic